# 片倉喜多
片倉喜多（1538年—1610年）是日本戰國時代的伊達家家中女性。伊達政宗的乳母。父親是鬼庭良直。別名喜多子、少納言。

## 生平
天文7年（1538年）出生。母親是本澤真直的女兒直子，因為直子誕下的只有女兒喜多一人，此後亦沒有誕下男子。天文18年（1549年），良直的側室（牧野刑部的女兒）誕下男子（後來的綱元）。良直於是立這個兒子為鬼庭家的嫡男，並立側室為正室，而且與直子離婚。此後，直子帶同喜多再嫁給片倉景重。後來，直子在弘治3年（1557年）為景重誕下兒子（後來的景綱）。雖然景綱是異父弟，但是年紀相差大約20歳。喜多精通文武兩道，而且喜好兵書，亦以之教育弟弟景綱。
後來因為伊達輝宗的命令，被任命為在永祿10年（1567年）8月3日誕生的政宗的乳母。由於喜多是獨身，被認為實際上雙方是養育關係。在記錄上被記為保姆。喜多負責了政宗的養育，對其人格形成有著很大影響。
天正3年（1575年），弟弟景綱成為政宗的近侍。天正7年（1579年），在政宗成長後迎娶了正室愛姬。後來與成為豐臣秀吉的人質的愛姬一同在文祿3年（1594年）上洛，並在伏見的伊達屋敷奉公。此時喜多已經超過50歳，在謁見秀吉後，秀吉愛惜喜多的才能而賞揚其為「少納言」（大概是將其比喻為日本才女清少納言）。
不過此後卻觸怒政宗，於是被命令在國許蟄居（一說秀吉愛慕政宗的愛妾，於是逼迫將其獻上。雖然政宗不情願，但是喜多為了伊達家著想，在未得到政宗的許可下，為了伊達家的存續而在政宗外出時獻上該女子。雖然是防止為了一名愛妾而遭秀吉憎恨而採取的行動，但是政宗對喜多的獨斷感到相當憤怒，於是喜多被命令蟄居）。以後，一時間籠居在景綱為城代的佐沼城城外，接著移到亙理城城外，在慶長7年（1602年）景綱被任命為白石城城主的同時，一同移住到白石城。於是在刈田郡藏本邑勝坂建起喜多庵，喜多就在這裡度過餘生。
在慶長15年（1610年）7月逝世。享年72歲。墓所在宮城縣白石市的片倉家墓所。法號圓同院月隣妙華大姉。
後來因為愛姬的希望，愛姬的從兄弟田村宗顯移至白石，因為此機緣而被伊達忠宗命令宗顯的兒子田村定廣繼承喜多的名跡並改名為片倉定廣。定廣之後的正室就是真田信繁的女兒阿菖蒲，即片倉重長的後妻阿梅的妹妹。

## 逸話
- 片倉家的旗指物（日语：旗指物）「黑釣鐘」是喜多創立出來。而這個旗印在現在是白石市章。

- 歌舞伎『伽羅先代萩（日语：伽羅先代萩）』的乳母政岡的形象就是喜多。

- 在大河劇『獨眼龍政宗』中，因為竹下景子（日语：竹下景子）的演出而成為很有人氣的賢婦，突然有很高知名度的女性，但是實際上關於其生平的史料非常貧乏，特別是在觸怒政宗的理由和晩年生活全部是謎。在電視劇放映前，参拜者為了分到喜多的運氣而在片倉家的菩提寺把她的墓石削去少許並將其拿走。

## 登場作品
電視劇
- 獨眼龍政宗（NHK大河劇，1987年，竹下景子（日语：竹下景子））